# گرونگ گرونگ
گرونگ گرونگ (به انگلیسی: Grong Grong) یک شهرک در استرالیا است که در نیو ساوت ولز واقع شده‌است.

## نگارخانه

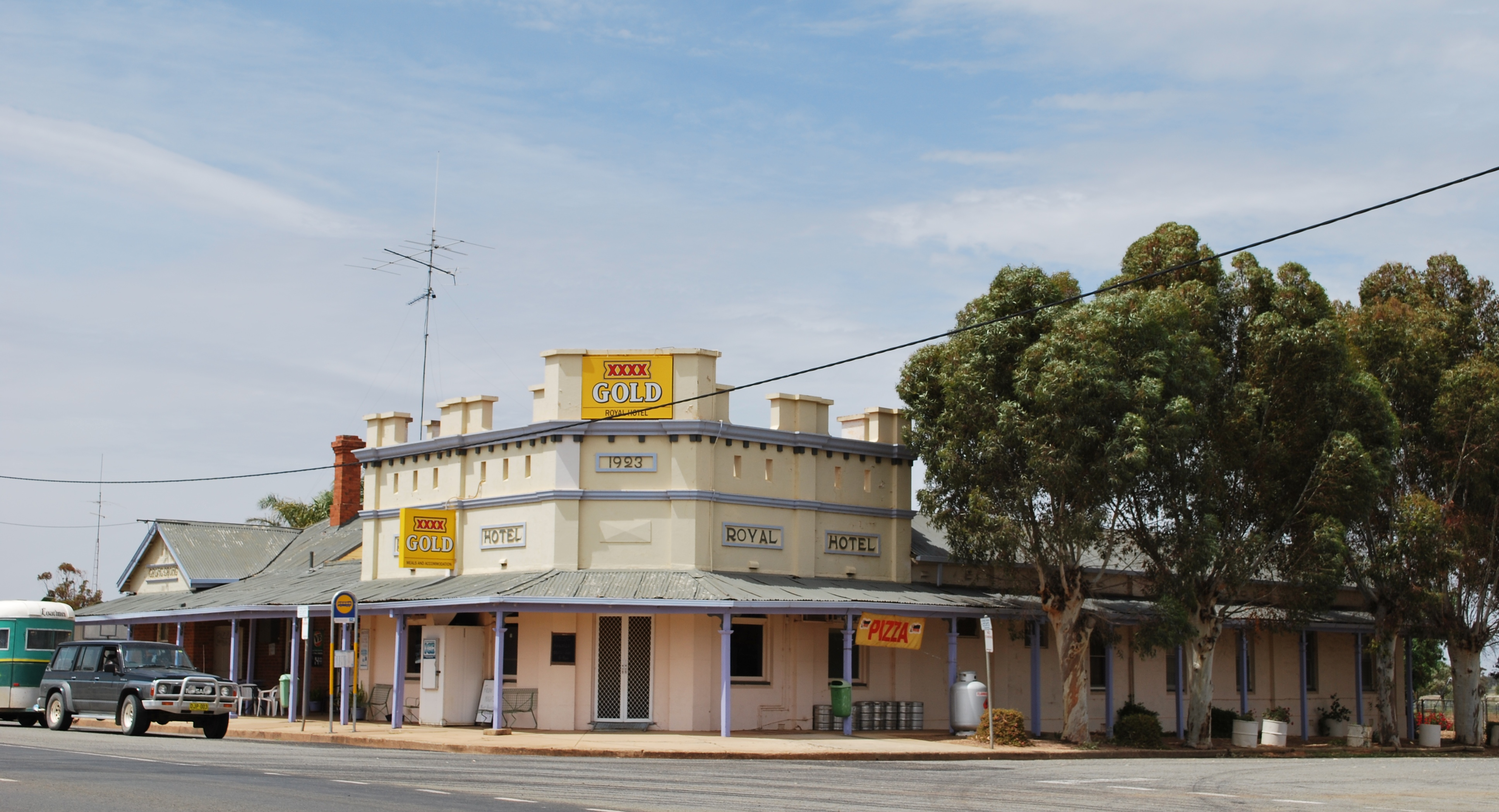
هتل رویال در گرونگ گرونگ
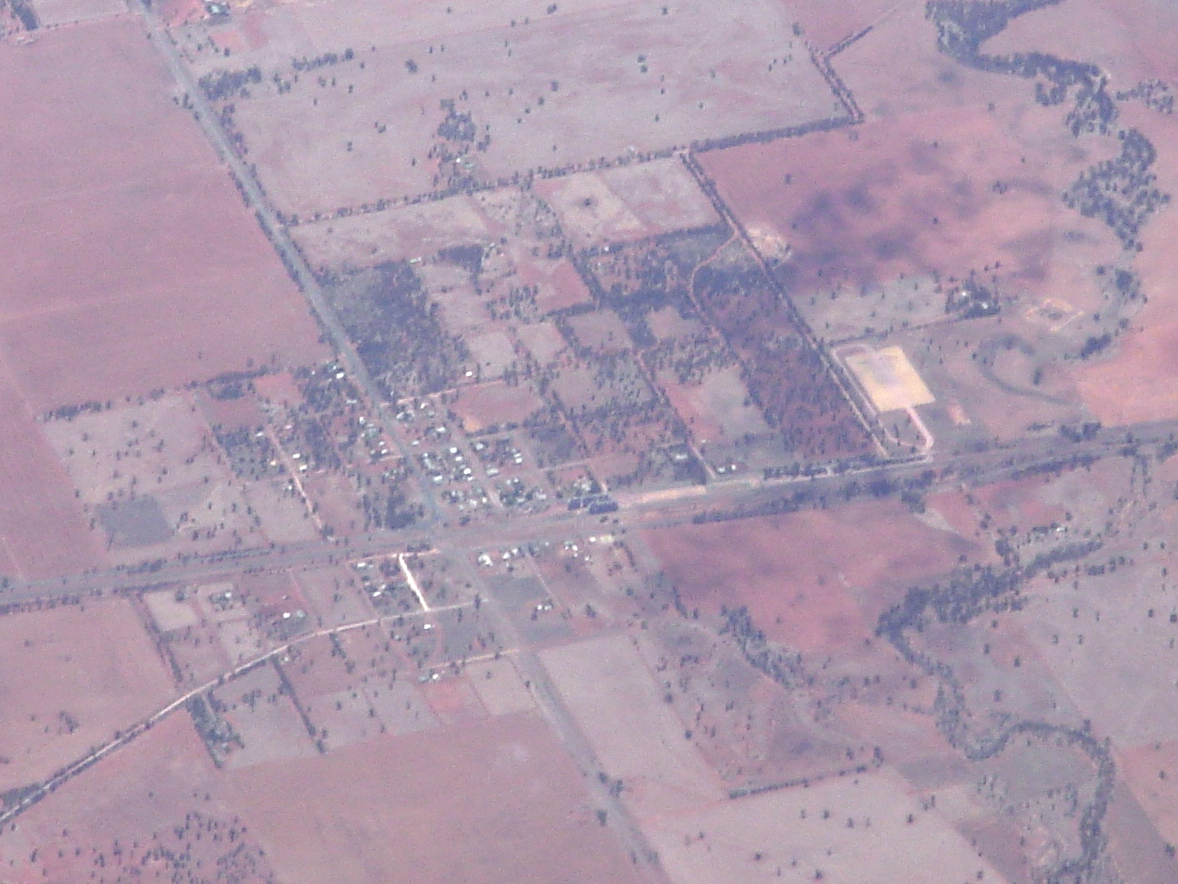
نقشه هوایی گرونگ گرونگ ۲۰۰۷
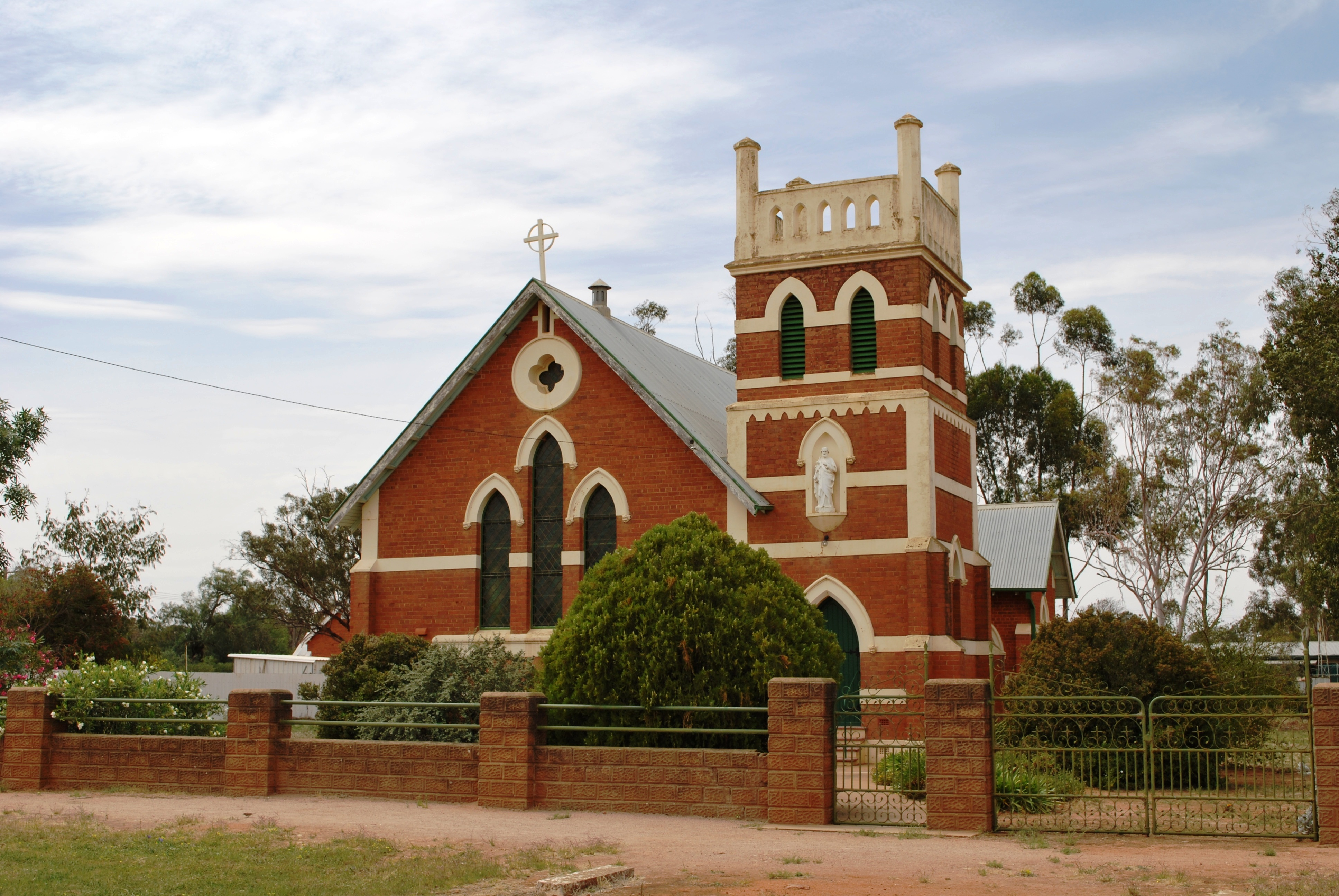
کلیسای کاتولیک سن پاتریک روم
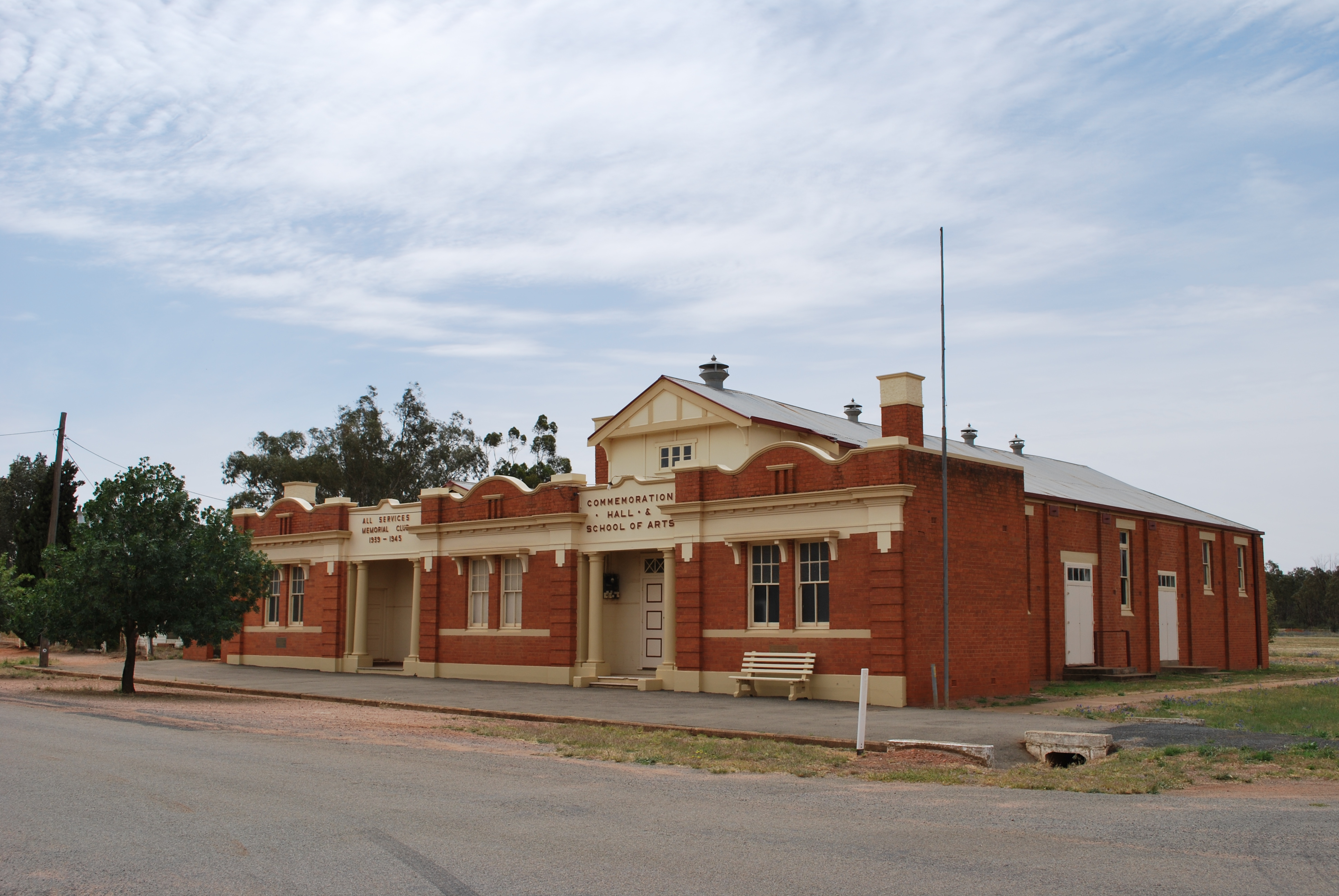
مدرسه آرت هال
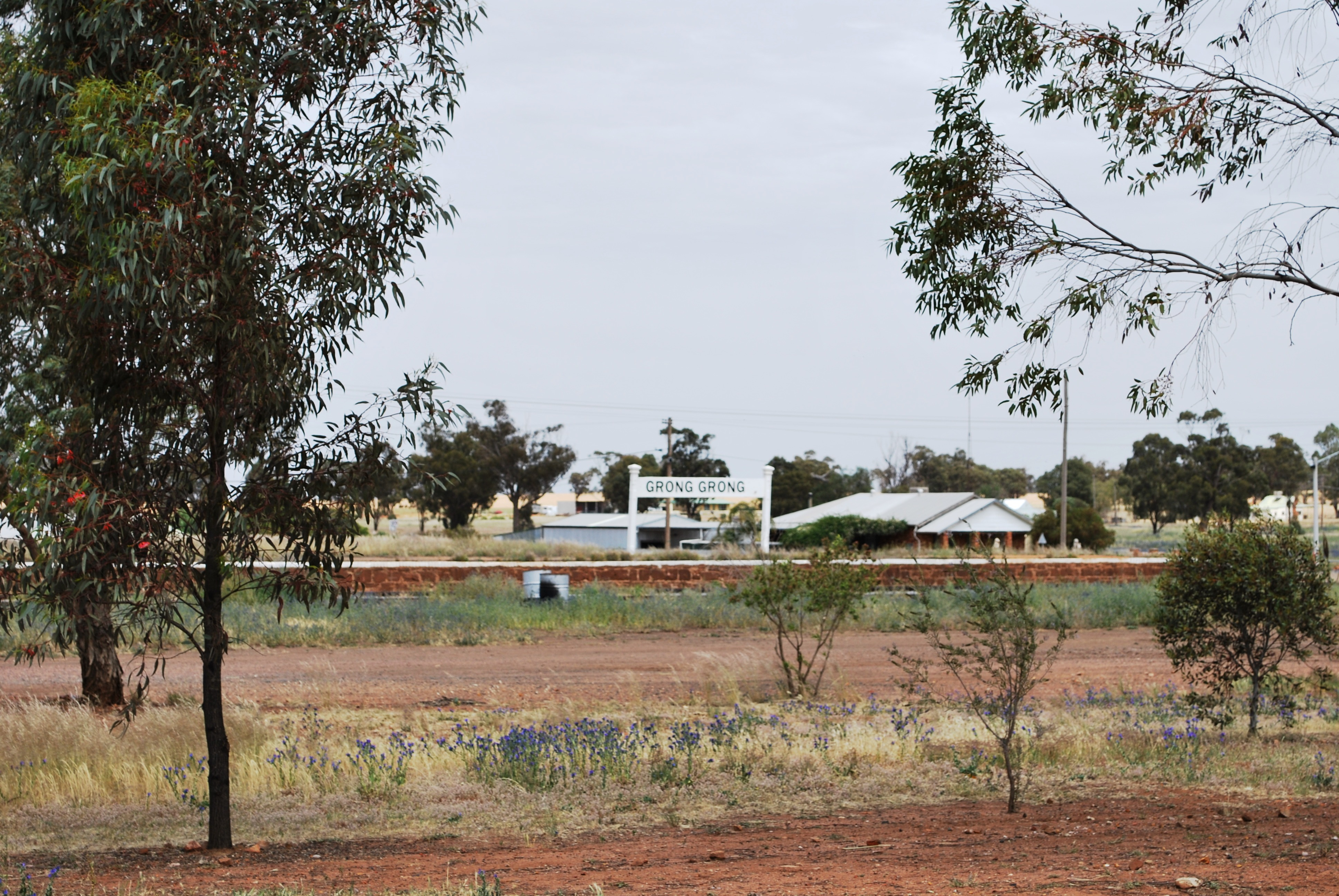
ایستگاه راه‌آهن گرونگ گرونگ